# Robert Cooley Angell
Robert Cooley Angell (* 29. April 1899 in Detroit, Michigan; † 12. Mai 1984) war ein US-amerikanischer Soziologe und 41. Präsident der American Sociological Association sowie Präsident der International Sociological Association.
Der Sohn von Alexis Caswell Angell und Neffe von Charles Cooley wurde 1924 nach einem Soziologie-Studium an der University of Michigan zum Ph.D. promoviert. Ebendort wirkte er als Dozent und ab 1935 als ordentlicher Professor. Von 1940 bis 1952 war er Dekan der soziologischen Fakultät. 1969 wurde er emeritiert.
1951 amtierte er als Präsident der American Sociological Association, von 1953 bis 1956 war er Präsident der International Sociological Association. Angell war zudem für die UNESCO tätig.

## Schriften (Auswahl)
- The Integration of American Society. A Study of Groups and Institutions, 1941.
- Free Society & Moral Crisis, 1958.
- Peace on the march, 1969.